# قائمة العواصم في باكستان
هذه قائمة من العواصم بما في ذلك السلطة التشريعية أو مقر الحكومة لباكستان والمحافظات الحالية والسابقة والأقاليم والولايات.

## العواصم الوطنية
أصبحت إسلام أباد عاصمة باكستان رسميا في 14 أغسطس 1967، بعد 20 سنة بالضبط من استقلال البلاد. حيث كانت راولبندي في السابق هي العاصمة المعينة في عام 1958. أول عاصمة لباكستان كانت المدينة الساحلية كراتشي والتي تم اختيارها من قبل محمد علي جناح. وكانت كراتشي ولا تزال أكبر مدينة وعاصمة اقتصادية لباكستان. وظلت مقر الحكومة حتى عام 1959 عندما قرر رئيس الجيش أيوب خان بناء عاصمة جديدة في شمال غرب باكستان بالقرب من القيادة العامة للقوات المسلحة الباكستانية في راولبندي.
كان مقر التشريع في دكا في ولاية البنغال الشرقية (سميت لاحقا باكستان الشرقية).
أسباب نقل العاصمة من كراتشي هي أنها ستعكس تنوع الشعب الباكستاني، وسيتم فصلها عن النشاط التجاري في كراتشي، وأيضا سيكون الوصول إليها بسهولة من جميع أنحاء البلاد. وخطوة الانتقال إلى إسلام أباد لم تكتمل حتى أواخر الستينات ولعدة سنوات كانت هناك وزارات حكومية متعددة في روالبندي القريبة.

## العواصم الإقليمية
ظلت عواصم المقاطعات والأقاليم الباكستانية على حالها منذ السبعينات من القرن العشرين عندما تم إنشاء الهيكل الإداري الحالي. جميع عواصم المقاطعات الأربعة هي أكبر مدن المقاطعات. يبلغ مجموع عدد سكان باكستان 197,361,391 وفقا لتقديرات 2011.
| التقسيم                 | الحالة              | العاصمة    | السكان (تعداد عام 1998) | السكان (2011 تقدير) |
| ----------------------- | ------------------- | ---------- | ----------------------- | ------------------- |
| آزاد كشمير              | مقاطعة ذات حكم ذاتي | مظفر أباد  | 725,000                 | 960,000             |
| بلوشستان                | محافظة              | كويته      | 565,137                 | 1,162,222           |
| المناطق القبلية         | أراضي اتحادية       |            | 2,746,490               | 4,452,913           |
| جيلجيت–بالتستان         | مقاطعة ذات حكم ذاتي | جيلجيت     | 216,760                 | 548,588             |
| ناحية بايتختي اسلام‌آباد | أراضي اتحادية       | إسلام آباد | 529,180                 | 1,151,868           |
| خيبر بختونخوا           | محافظة              | بيشاور     | 943,645                 | 26,896,829          |
| البنجاب                 | محافظة              | لاهور      | 5,143,495               | 91,379,615          |
| السند                   | محافظة              | كراتشي     | 9,339,023               | 55,245,497          |

## عواصم المحافظات السابقة
- باكستان الشرقية: دكا
- غرب باكستان: لاهور